# Karl Schubert (Fußballspieler)
Karl Schubert (* 23. August 1936) ist ein ehemaliger deutscher Fußballspieler. Von 1963 bis 1965 bestritt er für die Betriebssportgemeinschaft (BSG) Motor Steinach 51 Spiele in der DDR-Oberliga, der höchsten Spielklasse im DDR-Fußball.

## Sportliche Laufbahn
Motor Steinach stieg 1958 mit dem 22-jährigen Karl Schubert in die zweitklassige I. DDR-Liga auf. In der 26 Spiele umfassenden Saison 1959 wurde Schubert als einziger Steinacher Spieler in jeder Begegnung eingesetzt, die Mannschaft schaffte aber den Klassenerhalt nicht. Erst 1961/62 (Wechsel in den Sommer-Frühjahr-Spielrhythmus) stieg die BSG Motor erneut in die Zweitklassigkeit auf. Dort vollzogen die Steinacher 1962/63 einen Durchmarsch bis zum Aufstieg in die DDR-Oberliga, an dem Schubert mit 23 von 26 Punktspielen beteiligt war. Dabei spielte er hauptsächlich als linker Verteidiger. Dies war in der Regel auch seine Position in den beiden folgenden Oberligaspielzeiten von Motor Steinach, in denen er von den 52 Punktspielen nur eine Partie verpasste. Lediglich sein Mannschaftskamerad Werner Luthardt war mit 52 Einsätzen in der Oberliga erfolgreicher.
Nachdem Motor Steinach 1965 abgestiegen war, spielte Schubert mit der 1. Mannschaft noch drei Spielzeiten in der DDR-Liga. Er blieb weiterhin Stammspieler und wurde zwischen 1965 und 1968 in den 90 ausgetragenen Punktspielen 79-mal eingesetzt. Nach der Saison 1967/68 verabschiedete sich Karl Schubert vom Hochleistungssport und spielte als Freizeitfußballer noch einige Zeit mit der 2. Mannschaft der BSG Motor in der viertklassigen Bezirksklasse Suhl. Der langjährige Kapitän bestritt in seiner Laufbahn über 1200 Pflichtspiele, davon 825 in der 1. Mannschaft. In seiner gesamten Laufbahn erhielt er nie einen Feldverweis.